# جورج هنري بويفن
جورج هنري بويفن هو سياسي كندي، ولد في 26 ديسمبر 1882 في فارنهام في كندا، وتوفي في 7 أغسطس 1926. نشط حزبياً في الحزب الليبرالي الكندي. وقد انتخب عضو مجلس العموم الكندي.